# Yohann Pelé
Yohann Pelé (Brou-sur-Chantereine, 4 november 1982) is een Frans voetballer die als doelman speelt. Hij tekende in juli 2015 bij Olympique Marseille, dat hem transfervrij overnam van FC Sochaux.

## Clubcarrière
Pelé debuteerde in september 2002 in het eerste elftal van Le Mans in de Ligue 2 tegen Istres. In 2005 promoveerde hij met de club naar de Ligue 1. In totaal speelde de doelman 162 competitiewedstrijden voor Le Mans. In 2009 maakte hij transfervrij de overstap naar Toulouse. Op 12 oktober 2010 maakte Toulouse bekend dat Pelé longembolie heeft. In 2012 verliet hij de club. Op 4 januari 2013 verklaarde hij opnieuw te willen voetballen. In januari 2014 tekende de doelman een contract bij FC Sochaux. Enkele maanden later degradeerde hij met de club naar de Ligue 2. In 2015 tekende Pelé bij Olympique Marseille.

## Interlandcarrière
In oktober 2008 werd Pelé door bondscoach Raymond Domenech geselecteerd voor een vriendschappelijke interland tussen het Franse en Tunesische elftal. Hij kwam echter niet in actie.
1 Rulli ·
3 Merlin ·
5 Balerdi  ·
6 Garcia ·
7 Carboni ·
8 Maupay ·
9 Wahi ·
10 Greenwood ·
11 Harit ·
12 De Lange ·
13 Cornelius ·
14 Moumbagna ·
17 Rowe ·
18 Meïté ·
19 Kondogbia ·
20 Brassier ·
21 Rongier ·
22 Sternal ·
23 Højbjerg ·
24 Mughe ·
25 Rabiot ·
29 Lirola ·
34 Nadir ·
36 Blanco ·
37 Soglo ·
44 Henrique ·
48 Abdallah ·
51 Koné ·
62 Murillo ·
99 Mbemba ·
Coach: De Zerbi
· Assistent-coach: Abardonado